# Anders-Per Jonsson
Anders-Per Jonsson, född 27 juli 1946, är en svensk musiker främst verksam som körledare, dirigent och blockflöjtist.
Han grundade och ledde Stockholms kammarkör 1981-2001 och var dirigent för Stockholms Studentsångare 1981-1984. Anders-Per Jonsson har sedan varit körledare, tillika dirigent, för AF Revival.